# Eltroplectris kuhlmanniana
Eltroplectris kuhlmanniana là một loài thực vật có hoa trong họ Lan. Loài này được (Hoehne) Szlach. & Rutk. mô tả khoa học đầu tiên năm 2008.